# Cristallino d’Ampezzo
A Cristallino d’Ampezzo (régi német neve Ampezzaner Kristallkopf, szó szerint „Ampezzói Kristálycsúcs”)  az észak-olaszországi Dolomitokban található Cristallo-hegység negyedik legmagasabb csúcsa. Tengerszint feletti magassága 3008 méter. Elsőként A. Angerer és Michel Innerkofler mászta meg 1886-ban. Közvetlenül mellette halad el a látványos Ivano Dibona-túraút, emiatt a csúcs a hegyjárók és alpinisták kedvelt célpontja.

## Fekvése
A Cristallino d’Ampezzo a Cristallo-hegycsoport közepén emelkedik, a Staunies-hágótól (Forcella Staunies)  délnyugatra. Tengerszint feletti magassága 3008 méter, korábban mért adatok alapján sokáig 3036 méter magasnak tartották. A Cristallo-hegycsoportnak a hágótól nyugatra eső részén ez a legmagasabb kiemelkedés. A csoport főgerince a Cristallino d’Ampezzótól tovább húzódik nyugat felé, 2932 méteres Cresta Bianca hegycsúcson át a 2868 méteres Vecio del Forame csúcsig. Keleti irányban a Cristallino d’Ampezzót egy széles és meredek törmelékkatlan, a Grava Staunies választja el a szomszédos Cima di Mezzótól (3154 m). A Cristallinótól északra, egy kárvölgyben fekszik a lassan pusztuló Cresta Bianca-gleccser firnmezője. A sziklatorony anyaga fődolomit.

## Kutatása, meghódítása

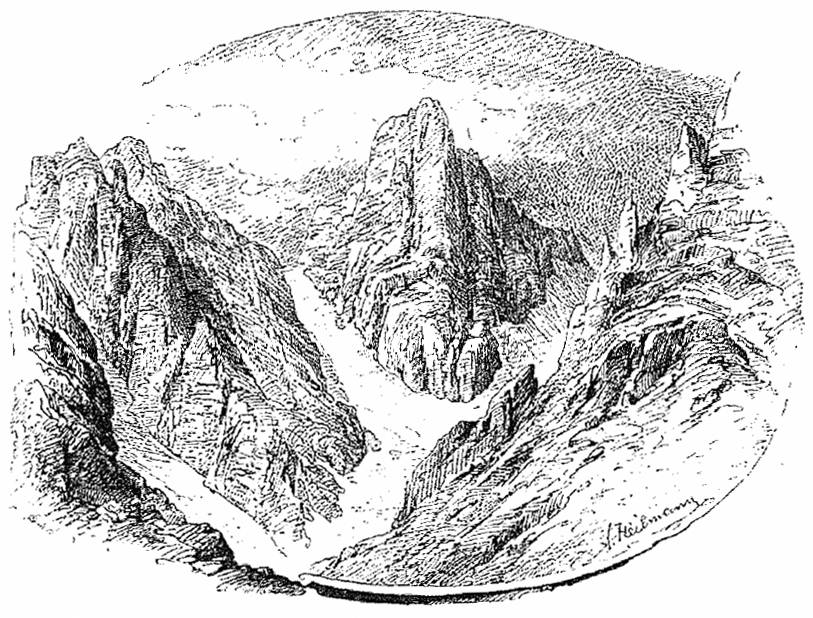
A.P. Heilmann (1850–1912) rajza a Cristallinóról (1891)

A meredek sziklatoronyról a legmarkánsabb képet dél felől, a 2200 m magas Son Forca-nyeregből kaphatjuk, ahol a Staunies-hágóba felvezető „buborékos” kábelfelvonó kiinduló völgyállomása is található. Ezt a látvány már a 19. században is felkeltette a nyaranta itt kiránduló vendégek figyelmét. Eötvös Loránd, a hegymászó is bejárta a Staunies-hágó környékét, keresve a csúcsra vezető mászóutat.
Ebben az időben a hegycsúcsnak még nem volt önálló neve, egyszerűen a „Cresta Bianca-gerinc legmagasabb csúcsának” (Hochspitze der Cresta Bianca) hívták, később kezdték „Ampezzói Kristálycsúcsnak” (Ampezzaner Cristallkopf) nevezni, mivel a legmagasabb csúcsok közül ez esett legközelebb a Cortinát körülvevő Ampezzói-völgyhöz. 1891-es könyvében Wenzel Eckerth hegymászó és geográfus leírta, hogy ő maga 1885-ben, a közeli Schluderbachban felfogadott Michel Innerkofler hegyi vezető kíséretében, a csúcstól nyugatra fekvő törmelékvályúban jutott fel a csúcs alá, itt egy kis gleccsert talált, és ezen keresztül közelítette meg a csúcsot, hogy annak vitatott magasságát mérésekkel tisztázza. Miután Eckerth mérései bizonyították, hogy az „Ampezzói Kristálycsúcs” az egész hegycsoport negyedik legmagasabb csúcsa, egy ideig Vierter Cristallkopf-nak, azaz a „Negyedik Kristálycsúcsnak” is nevezték.
A Cristallino csúcsát elsőként az osztrák A. Angerernek sikerült megmásznia 1886-ban. Őt is a tapasztalt Michel Innerkofler hegyi vezető kísérte.

## A csúcsra vezető út
A Tre Croci-hágó közelében működő Rio Gere vendéglőtől induló kábelfelvonó első fokozatával a San Forca-menedékházhoz, onnan a második felvonóval a 2918 m magas Staunies-hágóba, a Guido Lorenzi-menedékház közelébe lehet feljutni. A jelzett Ivano Dibona túraúton (sentiero Ivano Dibona) kell elindulni. Egy könnyű (B nehézségi fokozatú) vasalt mászóútszakasz után egy alagút, majd egy függőhíd következik, utána néhány kisebb vaslétrán kell felmászni, és eljutunk a mászóút legmagasabb pontjára (2985 m). Rövid ereszkedő után egy jelzett útelágazás következik, innen egy vasalt biztosítással ellátott rövid (mintegy 15 percet igénylő) könnyű mászóút vezet a csúcsra.